# Meeting Areva 2014
Meeting de Paris 2014 byl lehkoatletický mítink, který se konal 5. července 2014 v francouzském městě Paříž. Byl součástí série mítinků Diamantová liga.

## Výsledky
- Archiv výsledků zde [1]

### Muži
| Disciplína     | 1. místo                  | 2. místo                 | 3. místo                       |
| 100 m          | Michael Rodgers 10,00     | Richard Thompson 10,08   | Kim Collins 10,10              |
| 800 m          | Asbel Kiprop 1:43,34      | Nijel Amos 1:43,70       | Yeimer Lopez 1:43,71           |
| 5000 m         | Edwin Soi 12:59,82        | Yenew Alamirew 13:00,21  | Paul Kipngetich Tanui 13:00,53 |
| 400 m překážek | Michael Tinsley 48,25     | Cornel Fredericks 48,42  | Javier Culson 48,45            |
| Skok o tyči    | Renaud Lavillenie 570 cm  | Augusto Dutra 570 cm     | Kévin Ménaldo 5,70 cm          |
| Trojskok       | Benjamin Compaoré 17,12 m | Christian Taylor 17,11 m | Alexis Copello 17,04 m         |
| Vrh koulí      | David Storl 21,41 m       | Reese Hoffa 21,38 m      | Kurt Roberts 20,67 m           |
| Hod oštěpem    | Ihab Abdelrahman 87,10 m  | Tero Pitkämäki 86,63 m   | Thomas Röhler 84,74 m          |

### Ženy
| Disciplína      | 1. místo                        | 2. místo                    | 3. místo                           |
| 200 m           | Blessing Okagbareová 22,32      | Allyson Felixová 22,34      | Anthonique Strachan 22,54          |
| 400 m           | Sanya Richardsová-Rossová 50,10 | Stephenie McPherson 50,40   | Novlene Williamsová-Millsová 50,68 |
| 1500 m          | Sifan Hassanová 3:57,00         | Jennifer Simpsonová 3:57,22 | Hellen Onsando Obiriová 3:58,89    |
| 100 m překážek  | Dawn Harperová 12,44            | Queen Harrison 12,46        | Lolo Jonesová 12,68                |
| 3000 m překážek | Hiwot Ayalewová 9:11,65         | Emma Coburnová 9:14,12      | Sofia Assefaová 9:8,71             |
| Skok do výšky   | Blanka Vlašičová 200 cm         | Marija Kučinová 200 cm      | Ana Šimičová c194 m                |
| Skok daleký     | Éloyse Lesueurová 692 cm        | Brittney Reeseová 687 cm    | Ivana Španovićová 678 cm           |
| Hod diskem      | Sandra Perkovićová 68,48 m      | Dani Samuelsová 67,40 m     | Gia Lewis-Smallwood 65,59 m        |